# Turträsket
Turträsket är en sjö i Jokkmokks kommun i Lappland och ingår i Luleälvens huvudavrinningsområde. Sjön har en area på 0,833 kvadratkilometer och ligger 205 meter över havet.

## Delavrinningsområde
Turträsket ingår i det delavrinningsområde (735534-171731) som SMHI kallar för Ovan Kierisjaurbäcken. Medelhöjden är 198 meter över havet och ytan är 46,3 kvadratkilometer. Räknas de 25 avrinningsområdena uppströms in blir den ackumulerade arean 574,2 kvadratkilometer. Bodträskån (Jåkkåjaurebäcken) som avvattnar avrinningsområdet har biflödesordning 2, vilket innebär att vattnet flödar genom totalt 2 vattendrag innan det når havet efter 113 kilometer. Avrinningsområdet består mestadels av skog (68 procent) och sankmarker (17 procent). Avrinningsområdet har 1,14 kvadratkilometer vattenytor vilket ger det en sjöprocent på 2,5 procent.